# Manfredi Toraldo
Manfredi Toraldo, más conocido como MANf. (Londres, 1975) es un historietista, editor y docente italiano adscrito al género fantástico. Actualmente es director de arte en Allagalla Editions y profesor de guion y narrativa en la Scuola Internazionale di Comics.

## Biografía
Manfredi Toraldo comenzó su carrera como dibujante a la edad de 17 años realizando 2700, un cómic italiano de circulación nacional que tuvo cierto éxito durante varios años, además de cosechar comentarios positivos de la crítica especializada. Otros trabajos posteriores incluyen a Arcana Mater que se publicó por primera vez en Edizioni Lo Scarabeo y posteriormente se redistribuyó por Indy Press; ha experimentado con historias dirigidas a un público más joven, liderado por Halloween School.
La revista Brand New de Free Books viene publicando desde noviembre de 2005 una secuela de 2700 bajo el título 3200.